# Миф о происхождении

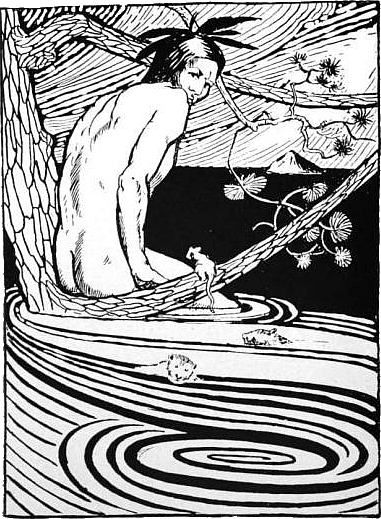
Индейский миф о Нанабожо, объясняющий происхождение на Земле наводнений

Мифы о происхождении (англ. origin myths) — категория мифов, которые призваны объяснить происхождение какой-то особенности природного или социального мира.
Наиболее общераспространённый тип мифа о происхождении — это космогонические мифы, которые описывают создание всего мира в целом. Близкие к ним мифы о происхождении человека называются антропогоническими.
Другой тип — мифы об основании городов и государств, законов и социальных институтов, родов и народов, а также природных объектов. Примером мифа об основании может служить рассказ о том, что Геракл собственноручно пробил проход между Средиземным морем и Атлантическим океаном, получивший название Геркулесовых столбов. В антиковедении мифы об основании называют этиологическими (от греч. αἰτία «причина»).

## Учение Мирчи Элиаде
По словам Мирчи Элиаде, для многих традиционных культур почти каждый сакральный нарратив является мифом о происхождении, потому что люди рассматривают соблюдение священных ритуалов как вечное возвращение в эпоху как раз происхождения особенностей природы и человека. Каждый священный нарратив описывает появление нового вида поведения и, таким образом, может рассматриваться как история о происхождении.
Миф происхождения часто функционирует в культуре для оправданий текущего положения дел в обществе. В традиционных культурах сущности и силы, описанные в мифах о происхождении, часто считаются священными. Таким образом, приписывая состояние Вселенной действиям этих сущностей и сил, мифы о происхождении придают нынешнему порядку священную ауру. Как пишет Мирча Элиаде:

Мифы показывают, что мир, человек и жизнь имеют сверхъестественное происхождение и историю, и что это история значительная, драгоценная и образцовая. Во многих культурах люди ожидают, что мифические боги и герои станут образцами для подражания, и больше подражают их поступкам и соблюдают установленные ими обычаи: например, когда миссионер и этнолог К. Стрэлоу спросил австралийца Арунту, почему они совершали определенные церемонии, ответ был всегда: «Потому что так приказали предки». Абориген Новой Гвинеи отказался изменить свой образ жизни и работу, и они объяснили: «Это было так, что это сделали Нему (мифические предки), и мы делаем то же самое». Отвечая на вопрос о какой-то конкретной детали церемонии, певец из племени навахо ответил: «Потому что святой народ делал это именно так». Мы находим точно такое же оправдание в молитве, которая сопровождает примитивный тибетский ритуал: «Как это было передано с самого начала сотворения Земли, так и мы должны делать… Как и наши предки в древние времена, мы делаем это сейчас».